# Seleuș (Daneș), Mureș
Seleuș, mai demult Seleușul Mare (în dialectul săsesc Grisz-Alesch, Grîsâleš, în germană Großalisch, Groß-Alisch, în maghiară Keménynagyszőllős, Nagyszőllős, Szőllős) este un sat în comuna Daneș din județul Mureș, Transilvania, România.

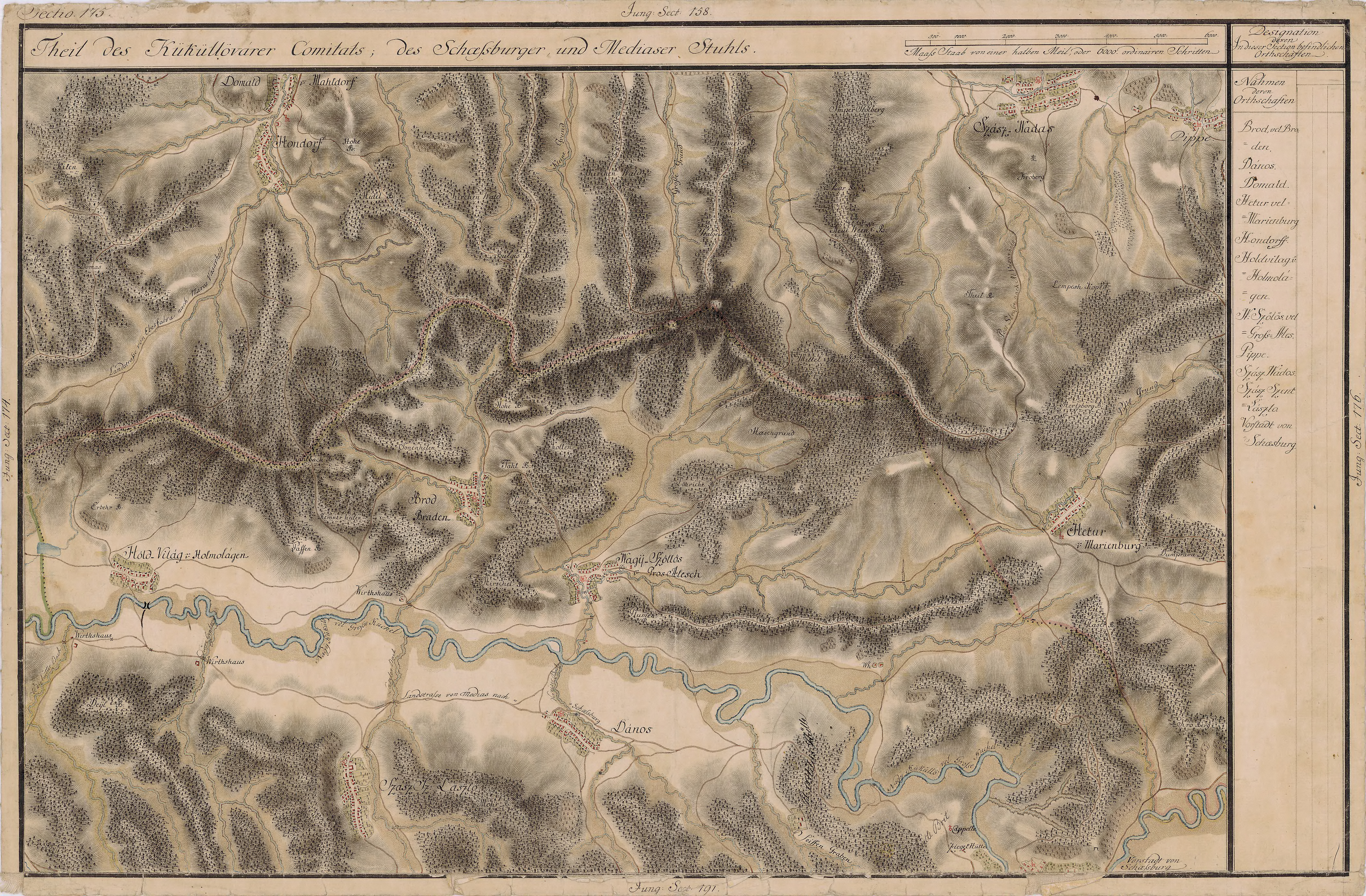
Seleuș în Harta Iosefină a Transilvaniei, 1769-1773

## Monumente
- Biserica evanghelică fortificată din Seleuș (Daneș)

## Galerie imagini

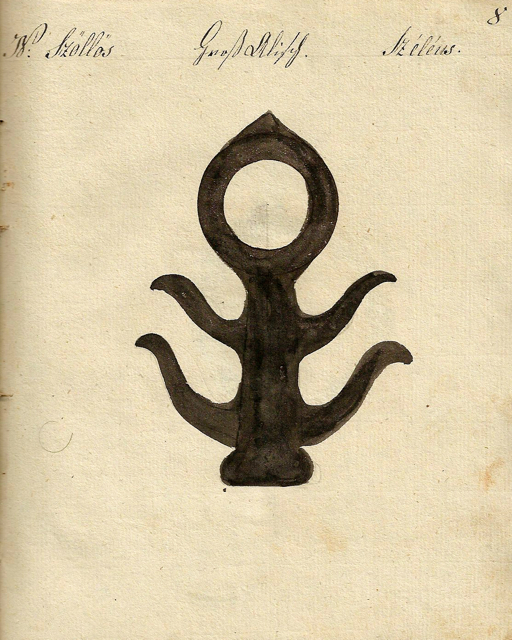
1826 - Danga pentru vitele din Seleuș
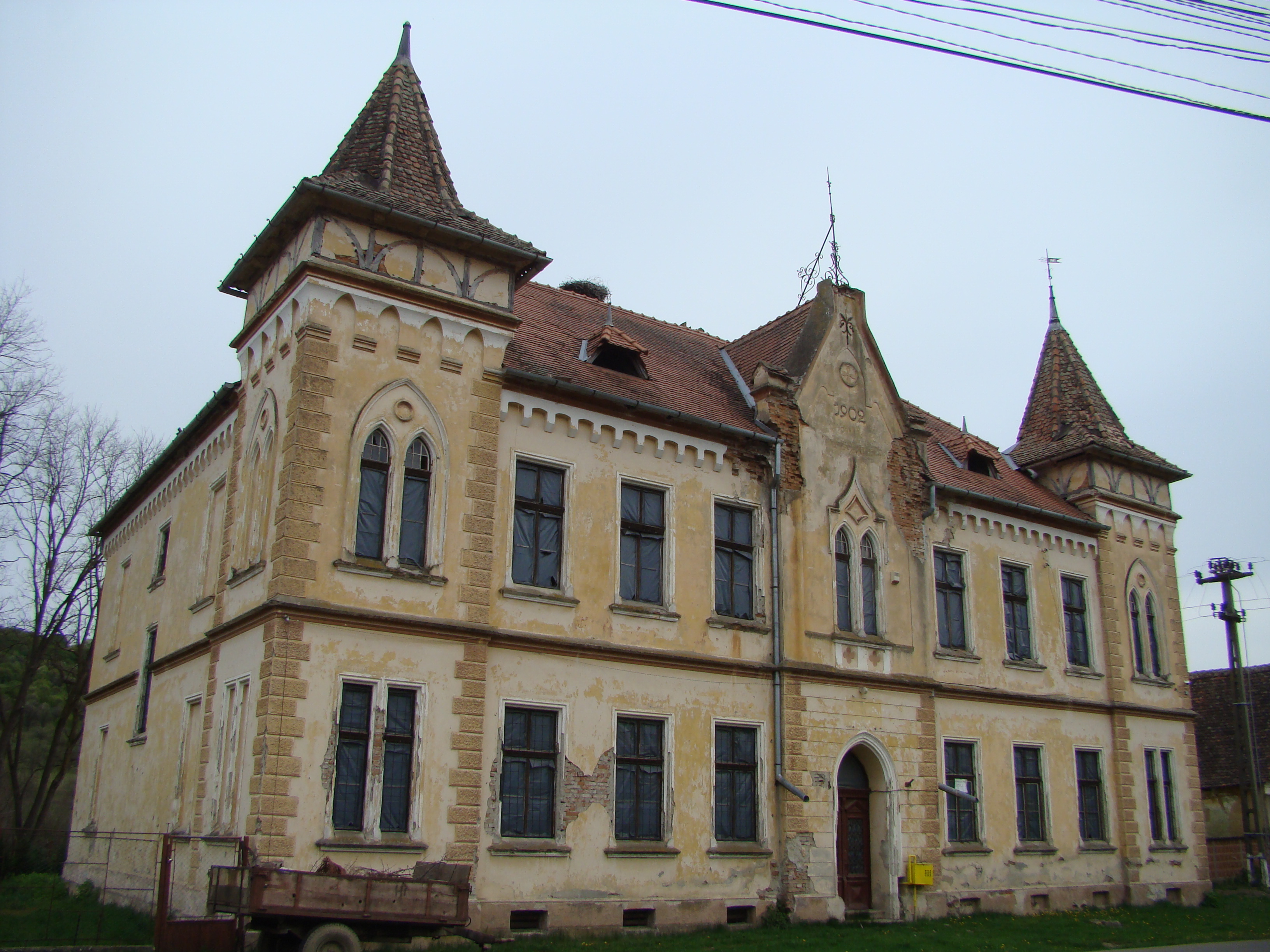
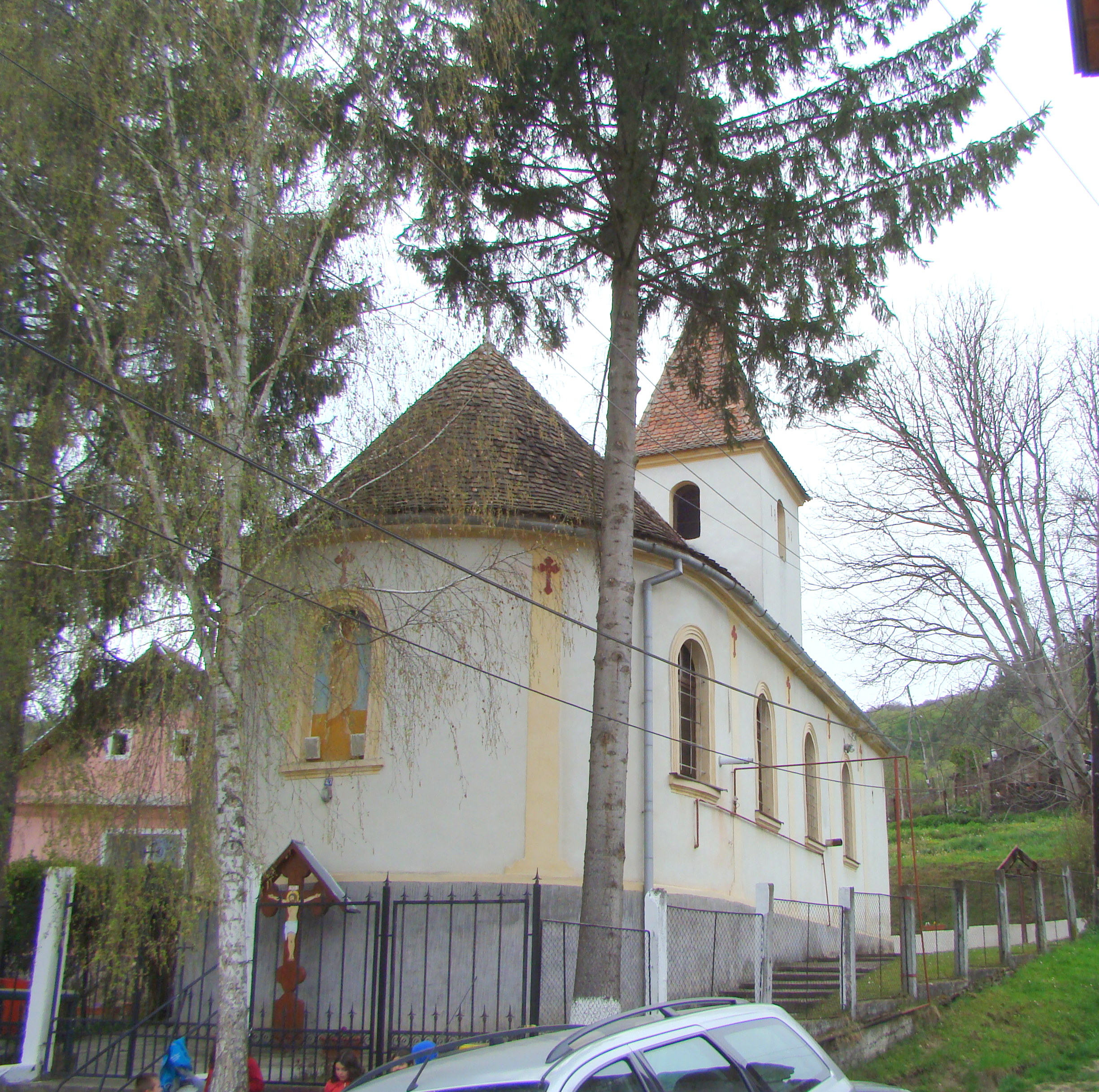
Biserica ortodoxă „Sfântul Ioan Botezătorul”
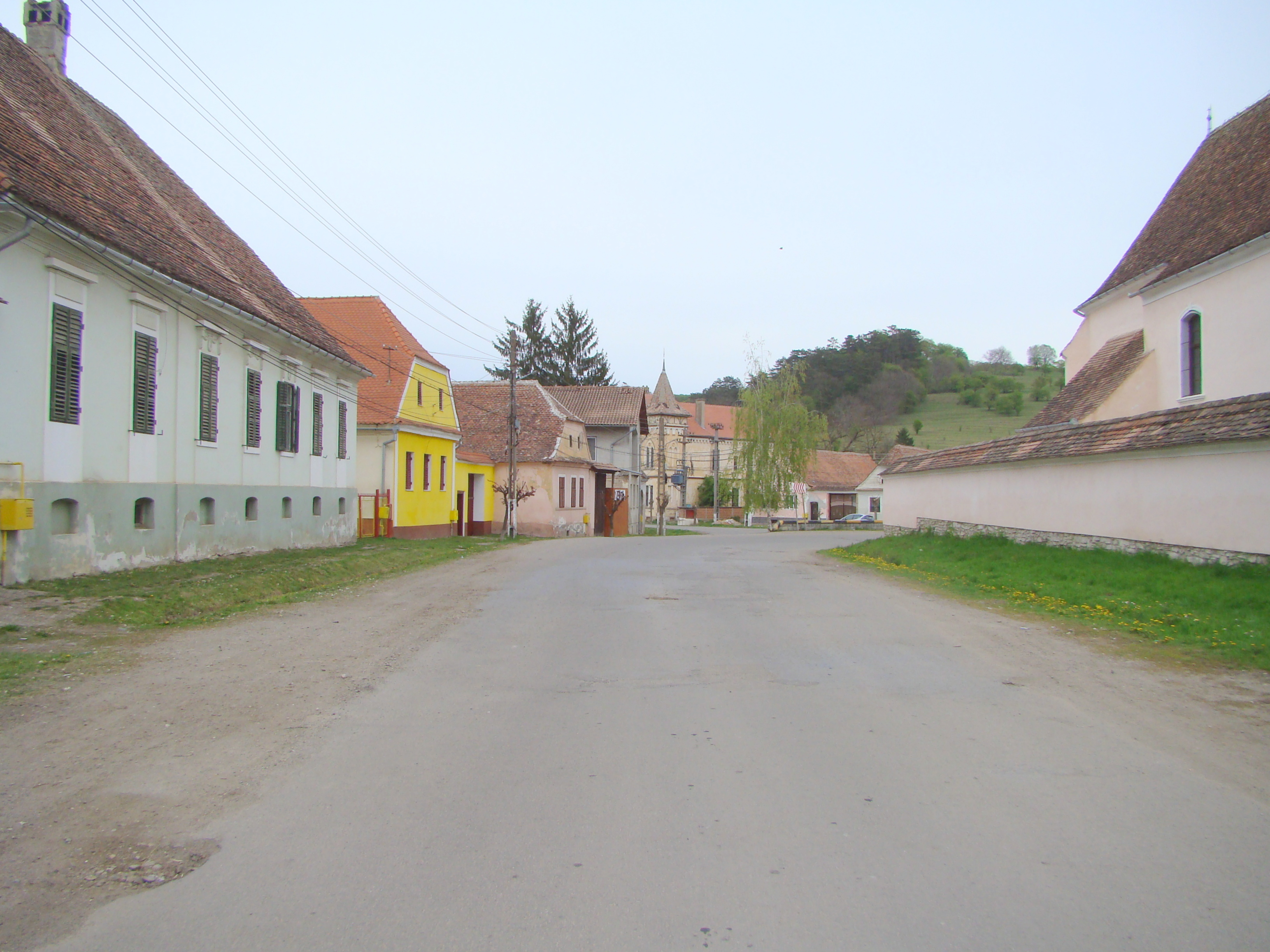
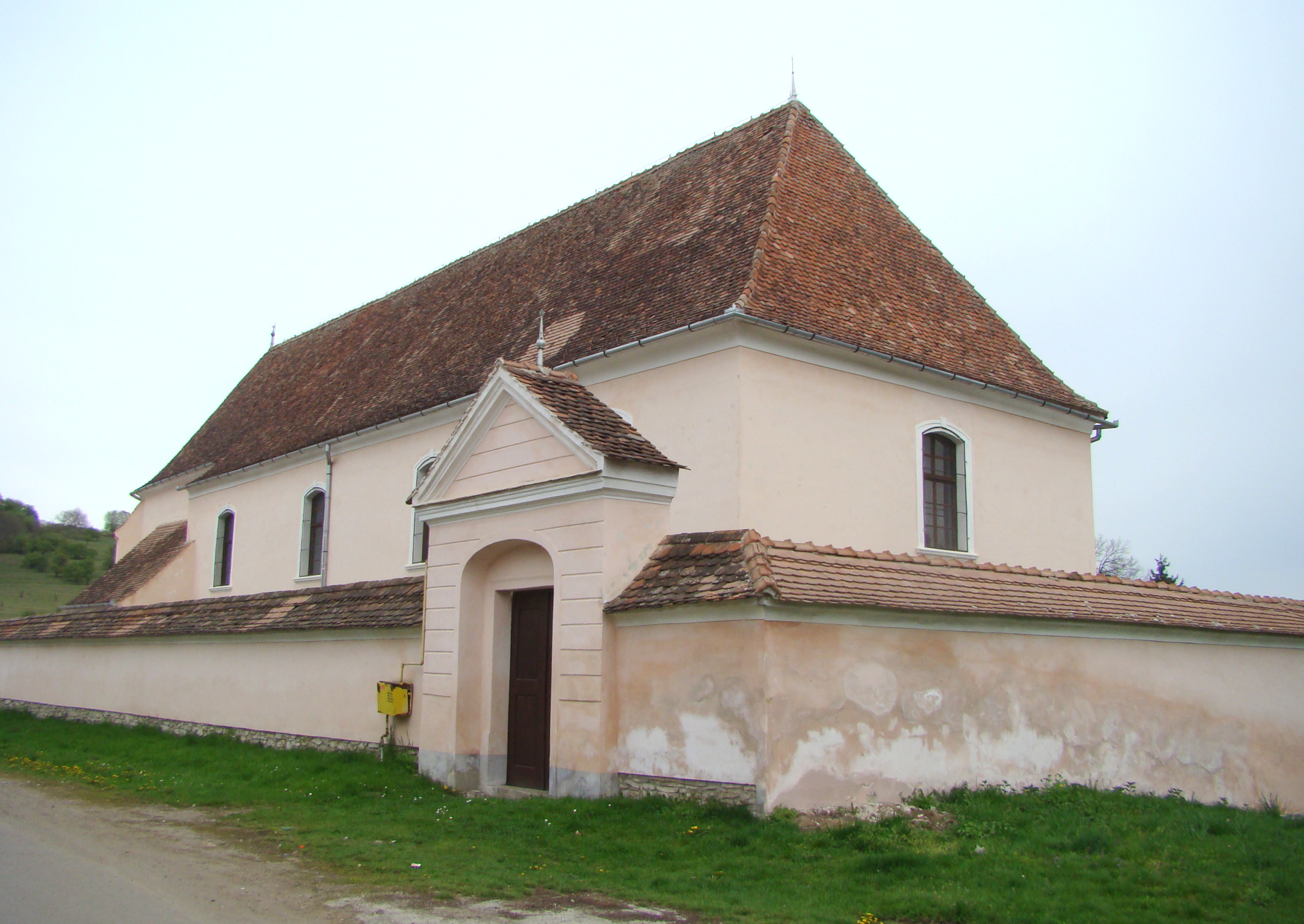
Biserica evanghelică (monument istoric)
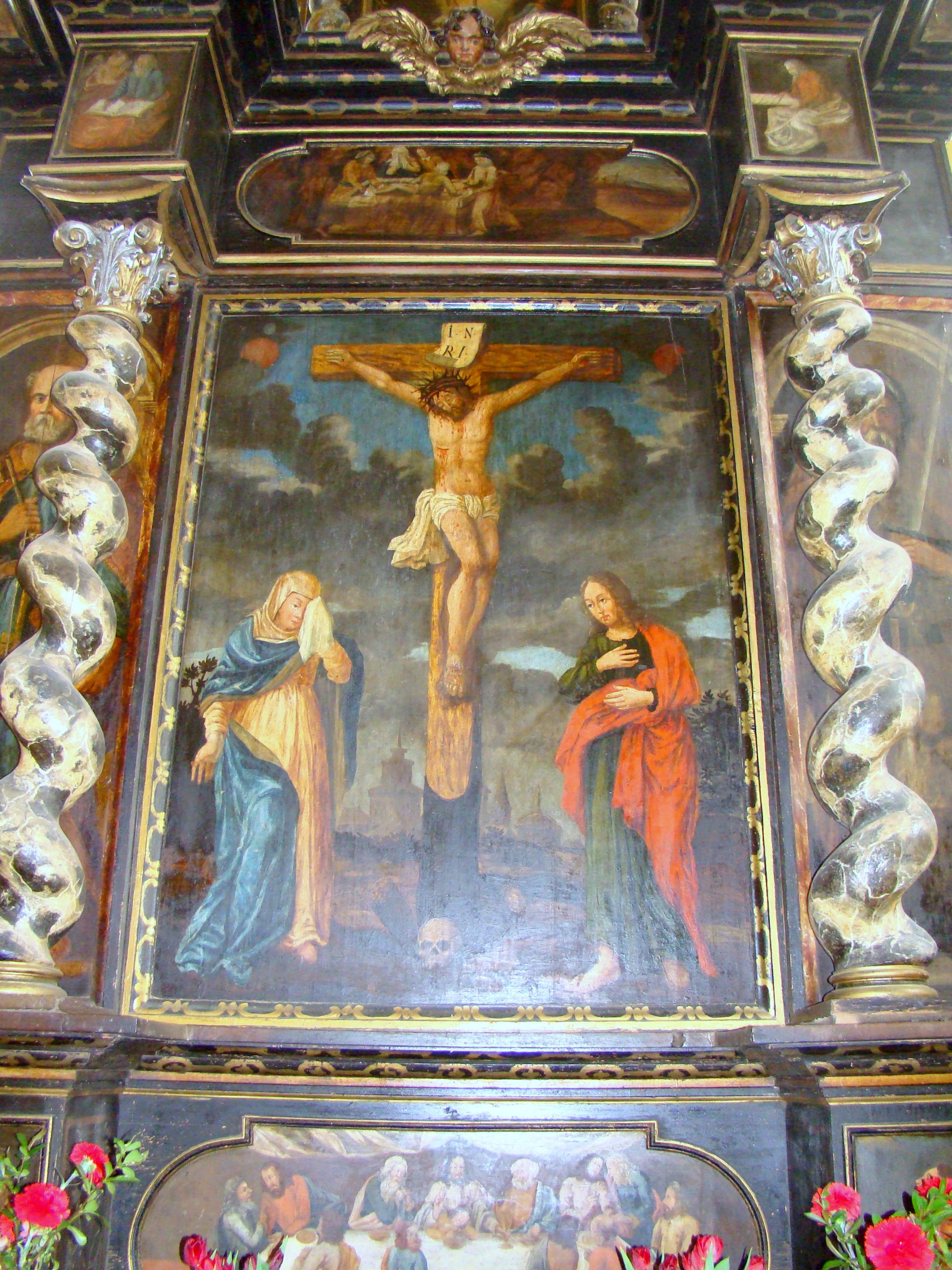
Biserica evanghelică (tabloul altarului)
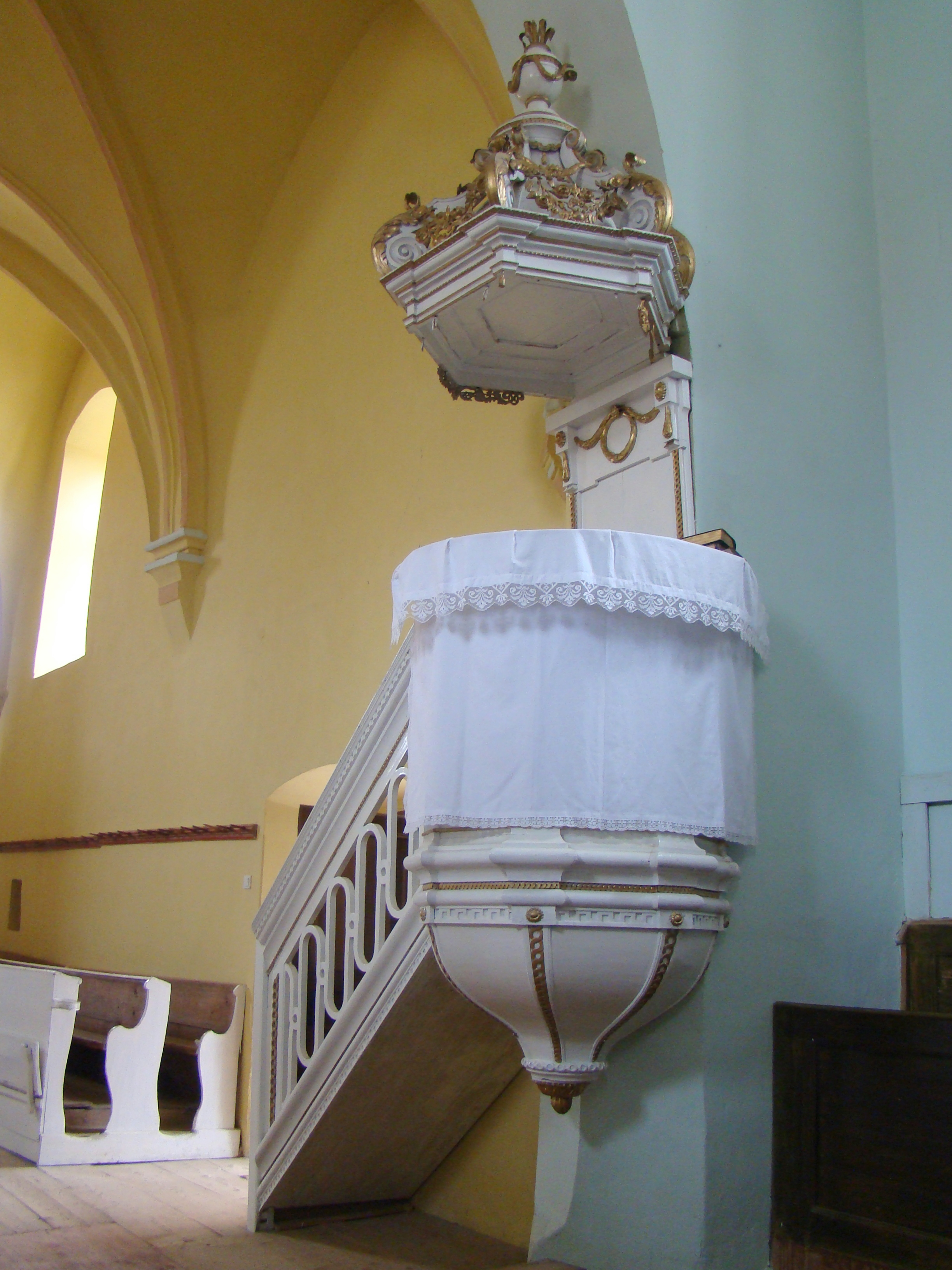
Biserica evanghelică (amvonul)
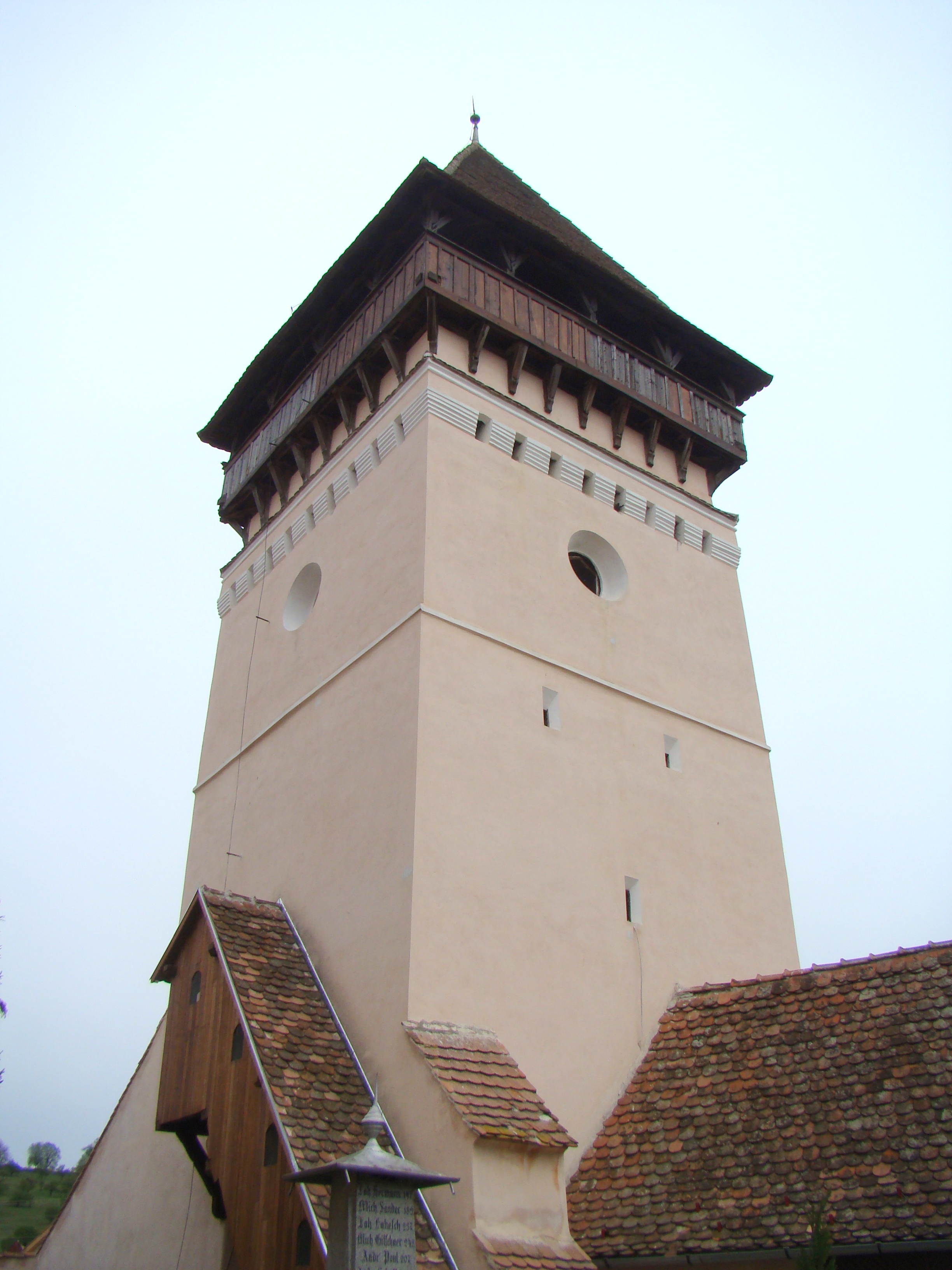
Turnul de poartă